# 九帶巨牙天竺鯛
九帶巨牙天竺鯛（學名：Cheilodipterus novemstriatus），又稱九帶巨齒天竺鯛，為輻鰭魚綱鈎頭魚目天竺鯛科巨牙天竺鯛屬下的一個種，分布於西印度洋紅海、阿曼灣及波斯灣海域，深度1至50公尺，本魚體延長，呈長橢圓形，頭大、眼大、口大且斜裂，具犬齒，鋤骨和腭骨通常具齒，前鰓蓋骨邊緣具鋸齒，體被櫛鱗，尾鰭叉形，背鰭2個，身體整體呈銀灰色，有五條對比鮮明的縱向黑色條紋，上部靠近背鰭基部。中間或第三條條紋從吻部開始，穿過眼睛到達尾柄，而下部條紋沿著腹面呈弧形延伸，終止於胸鰭基部前面，尾柄有一個大的橢圓形黑點，尾柄處黃色，第二個黑點位於尾柄的背面，體長可達8公分，棲息在珊瑚礁、岩礁，小群活動，會躲在Diadema屬的海膽的刺中，肉食性，以浮游生物為食，繁殖期時，雄魚具有口孵習性，卵約7日化成仔魚，由雄魚吐出，具短暫的仔魚飄浮期，生活習性不明。